# Stokastisk differentialekvation
En stokastisk differentialekvation är en differentialekvation där en eller flera av termerna är stokastiska processer. De används i modeller av diverse fenomen, exempelvis börskurser.